# Ponta do Pesqueiro Fundo
Ponta do Pesqueiro Fundo (dt.: „Kap des Tiefseefischens“) ist ein Kap und der südlichste Punkt der Insel Santo Antão im atlantischen Inselstaat Kap Verde.
Das Kap gehört administrativ zum Concelho Porto Novo. Entlang der Küste ist der nächstgelegene Ort Tarrafal, ca. 5 km weiter nördlich.

## Geographie
Die Ponta do Pesqueiro Fundo liegt in unwegsamem Gelände. Im Westen schließt sich die Ponta do Tarrafe an und im Osten die Ponta da Peça, welche zur Baía Passo de Pau gewandt ist.